# Аммон (Айдахо)
А́ммон (англ. Ammon) — город в округе Бонневилл, штат Айдахо, США. На 2009 год численность населения составляла 13 942 человек. Аммон является частью агломерации Айдахо-Фолс.

## История
Аммон был основан мормонами в 1889 году. Изначально город получил название «Саут-Айона» (англ. South Iona), поскольку он был южной частью города Айона. Своё современное название город получил в честь Аммона, миссионера из учения мормонов. В 1905 году Аммон получил статус города. К 1930 году поселение Аммона насчитывало 270 жителей, полная же численность населения агломерации города составляла 1100 человек. В 1990 году в городе насчитывалось 5002 жителя, таким образом, менее чем за 20 последних лет численность населения города увеличилась в 2,5 раза.

## География и климат
Аммон расположен в западно-центральной части округа Бонневилл. Высота центральной части города составляет 1437 м. Площадь города составляет 7,6 км², водная поверхность отсутствует.
| Климатограмма Аммона                                        | Климатограмма Аммона | Климатограмма Аммона | Климатограмма Аммона | Климатограмма Аммона | Климатограмма Аммона | Климатограмма Аммона | Климатограмма Аммона | Климатограмма Аммона | Климатограмма Аммона | Климатограмма Аммона | Климатограмма Аммона |
| ----------------------------------------------------------- | -------------------- | -------------------- | -------------------- | -------------------- | -------------------- | -------------------- | -------------------- | -------------------- | -------------------- | -------------------- | -------------------- |
| Я                                                           | Ф                    | М                    | А                    | М                    | И                    | И                    | А                    | С                    | О                    | Н                    | Д                    |
| 39.4 3 −6                                                   | 28.2 8 −3            | 32.8 14 1            | 28.7 19 4            | 25.7 24 8            | 17.0 29 12           | 7.6 34 14            | 8.9 33 13            | 15.0 27 8            | 18.5 19 3            | 32.5 9 −2            | 35.3 3 −6            |
| Температура в °C • Сумма осадков в мм Источник: weather.com |                      |                      |                      |                      |                      |                      |                      |                      |                      |                      |                      |

## Население
Согласно данным за 2009 год, население Аммона составляло 13 942 человек. Плотность населения равна 1834,47 чел./км². Средний возраст населения — 28 лет и 9 месяцев. Половой состав населения: 49,2 % — мужчины, 50,8 % — женщины. В 2000 году насчитывалось 6027 домашних хозяйств. Расовый состав населения по оценкам на 2000 год:
- белые — 95,8 %;
- афроамериканцы — 0,3 %;
- океанийцы — 0,1 %;
- индейцы — 0,4 %;
- азиаты — 0,6 %;
- прочие расы — 1,6 %;
- две и более расы — 1,2 %.